# Dolichopus litoralis
Dolichopus litoralis är en tvåvingeart som beskrevs av Van Duzee 1921. Dolichopus litoralis ingår i släktet Dolichopus och familjen styltflugor.
Artens utbredningsområde är Alaska. Inga underarter finns listade i Catalogue of Life.